# Pat Morita
Noriyuki 'Pat' Morita (Isleton (Californië), 28 juni 1932 – Las Vegas, 24 november 2005) was een Amerikaans acteur van Japanse afkomst. Hij werd in 1985 genomineerd voor zowel een Oscar als een Golden Globe voor zijn bijrol als vrijblijvende karateleraar Mr. Kesuke Miyagi in de actiefilm The Karate Kid en in 1986 voor zowel een Golden Globe als een Primetime Emmy Award voor die als Tommy Tanaka in de televisiefilm Amos.
Morita werd geboren op 28 juni 1932 te Isleton en groeide min of meer op in een ziekenhuis wegens kindertuberculose. Na de Tweede Wereldoorlog gaf hij zijn toenmalige baan op en begon met optreden als stand-upcomedian in diverse bars en nachtclubs onder de artiestennaam "The Hip Nip". In 1974 kreeg Morita zijn grote doorbraak als Arnold in de televisieserie Happy Days. Later is hij beter bekend geworden als Mr. Miyagi in de film The Karate Kid, waarvoor hij werd genomineerd voor de Academy Award voor Beste Mannelijke Bijrol in 1984. Toen de animatiefilm "Mulan" in 1998 verscheen, leende hij zijn stem aan een van de hoofdrollen in deze film. Morita overleed op 73-jarige leeftijd in zijn eigen huis in Las Vegas, Verenigde Staten.

## Trivia
De aflevering 'Karate Island' van SpongeBob SquarePants, waarin hij een gastrol had vlak voor hij overleed, is opgedragen aan Morita. Aan het eind van de aflevering wordt zijn foto getoond met daaronder '1932-2005'.

## Filmografie
- Thoroughly Modern Millie - 1967
- M*A*S*H - 1970
- Sanford and Son (televisieserie) (1974-1976)
- Happy Days (televisieserie) (1975-1983)
- Mr. T and Tina - 1976
- Midway - 1976
- Slapstick (Of Another Kind) - 1982
- The Karate Kid - 1984
- The Karate Kid Part II - 1986
- Ohara - 1987-1988
- The Karate Kid Part III - 1989
- Collision Course - 1989
- Honeymoon in Vegas - 1992
- Even Cowgirls Get the Blues - 1993
- The Next Karate Kid - 1994
- Bloodsport II: The next kumite - 1996
- Spy Hard - 1996
- Bloodsport III - 1997
- Mulan - 1998 (stemrol)
- Inferno - 1999
- The Hughleys - 2000
- Only the Brave - 2005

- Bibsys: 4021542
- Biblioteca Nacional de España: XX1166820
- Bibliothèque nationale de France: cb14033140k (data)
- Gemeinsame Normdatei: 142501565
- International Standard Name Identifier: 0000 0001 0273 1905
- Library of Congress Control Number: n95004910
- MusicBrainz: bd46965c-0255-424e-99ad-a88df1d871f4
- Bibliotheek van het Japanse parlement: 001205729
- Nationale Bibliotheek van Tsjechië: xx0111139
- Nationale Bibliotheek van Polen: a0000001725700
- Nederlandse Thesaurus van Auteursnamen: 074088491
- SNAC: w6z61jjr
- Système universitaire de documentation: 093008945
- Virtual International Authority File: 49422900
- WorldCat: E39PBJcccD9HMFx8tvjdgtTrbd